# Attard
Attard (maltesisch Ħ’Attard) ist eine Stadt in Malta. Attard liegt im Distrikt Western am westlichen Rand des städtischen Agglomerationsraumes um Valletta, 2 km ostsüdöstlich von Birkirkara und 4 km von der alten Hauptstadt Mdina entfernt. Somit befindet sich der Ort ungefähr in der Mitte der Insel.
Die nach dem Baumeister des Wignacourt-Aquädukts Giovanni Attard benannte Stadt ist Sitz des Präsidenten von Malta sowie der amerikanischen, tunesischen und chinesischen Botschaft, des neuseeländischen Generalkonsuls sowie des päpstlichen Nuntius.
Die von 1883 bis 1931 in Betrieb stehende Bahnstrecke Valletta–Mdina führte auch durch Attard und hatte hier einen Bahnhof.

## Stadtentwicklung
Bedingt durch die Lage am Übergang des verstädterten zum ländlichen Bereich Maltas hat sich Attard seit den 1980er Jahren zu einem bevorzugten Wohnort entwickelt. Bis dahin war es das kleinste der „drei Dörfer“ Attard, Lija und Balzan, die sehr eng beieinander liegen; heute ist es der drittgrößte der zehn Orte des Distriktes Western. Daher wurde der Ort 1994 zu einer Gebietskörperschaft mit eigener Verwaltung, einer Gemeinde erhoben.

## Wirtschaft
Das vergleichsweise fruchtbare Umland wird großenteils landwirtschaftlich genutzt. Attard ist daher Standort des maltesischen Gemüsegroßmarktes. Da Attard früher ein Dorf war, beschränkt sich die Industrialisierung auf wenige kleine Fabriken. Die örtliche Wirtschaft wird heute durch den tertiären Sektor geprägt, insbesondere Tourismus und Privatkliniken. Attard ist Sitz der Finanzaufsichtsbehörde Malta Financial Services Authority.

## Politik
Nach der Gemeindewahl 2015 werden von den neun Sitzen des Rates fünf von der  Partit Nazzjonalista (PN), vier von der Partit Laburista (PL) und einer von der Alternattiva Demokratika (AL) eingenommen. Die Verteilung der Stimmenanteile zeigt das nebenstehende Diagramm.

## Sehenswürdigkeiten
Bedingt durch die zentrale Lage war Attard seit dem frühen siebzehnten Jahrhundert ein beliebter Standort für Landsitze der Ritter des Malteserordens. Der 1623 durch Antoine de Paule errichtete Sant’ Anton Palace war ursprünglich Sitz des Großmeisters des Ordens, später des englischen Gouverneurs und seit 1974 des Präsidenten von Malta. Ein Teil der Gärten des Palastes mit zahlreichen tropischen Bäumen ist seit 1882 der Öffentlichkeit zugänglich.
Die Marija-Pfarrkirche gilt wegen ihres aufwendigen Skulpturenschmuckes als eines der schönsten Renaissancegebäude Maltas. In Attard ist ein Teil des ab 1615 errichteten Aquäduktes erhalten, den Großmeister Alof de Wignacourt errichten ließ, um die Hauptstadt Valletta mit Wasser aus dem Hochland, um Mdina zu versorgen.

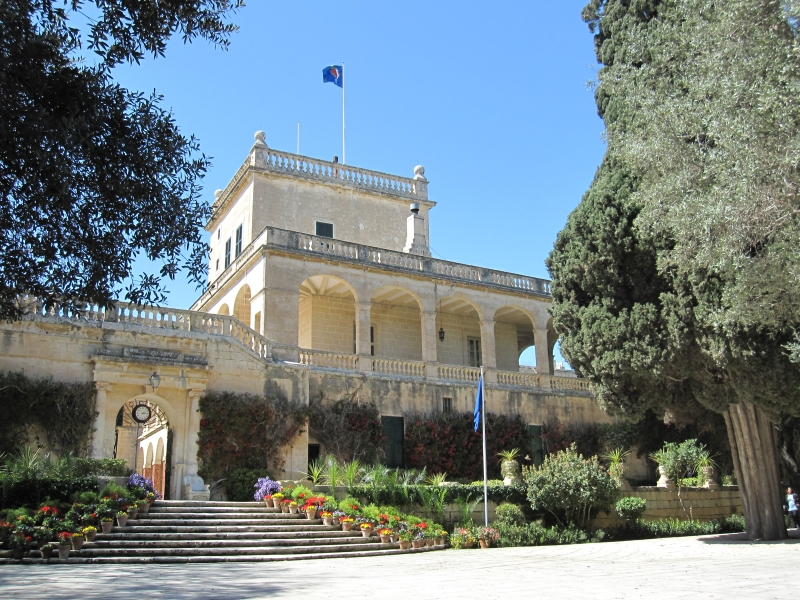
San Anton Palace
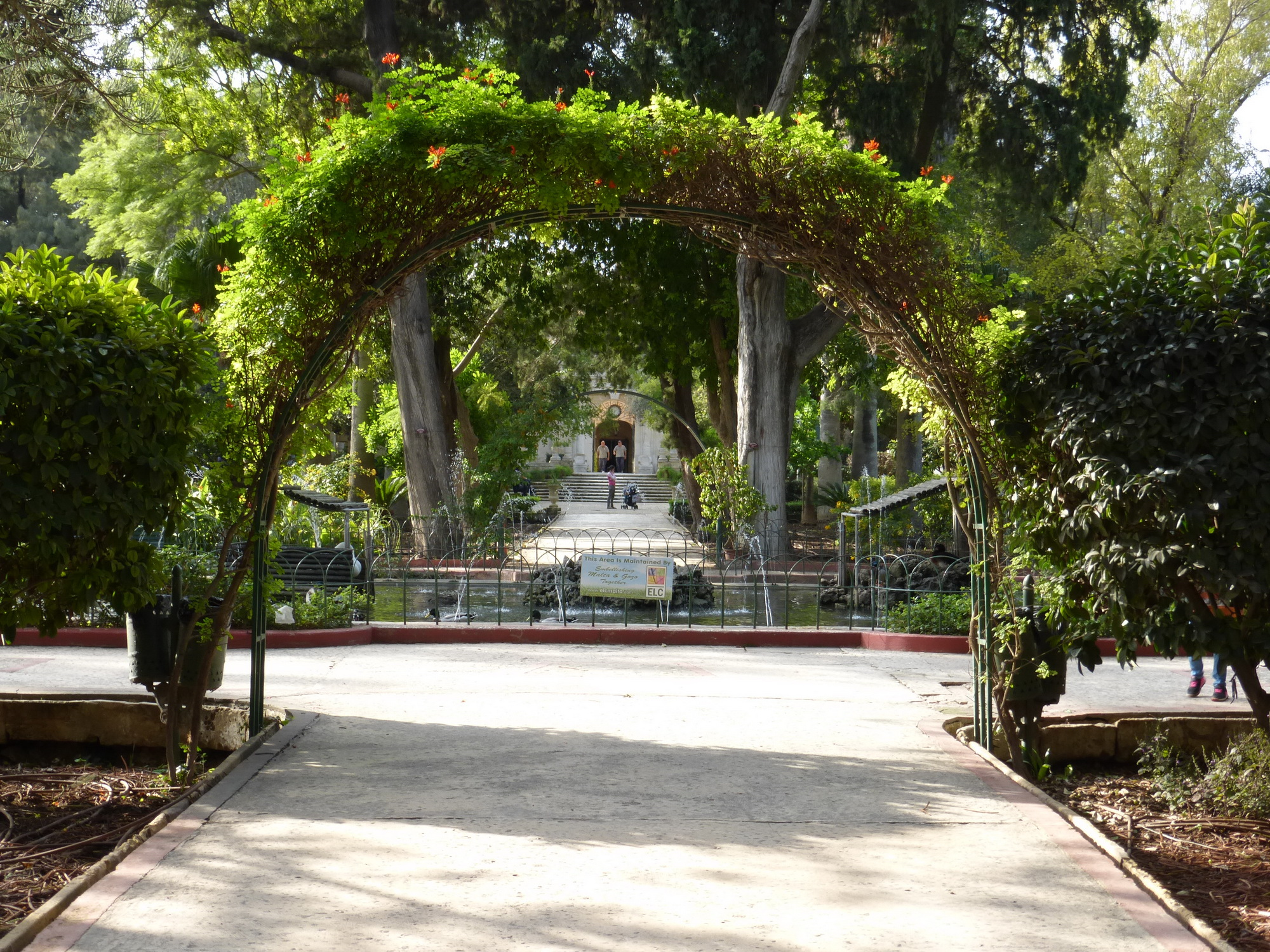
San Anton Palace, Gärten
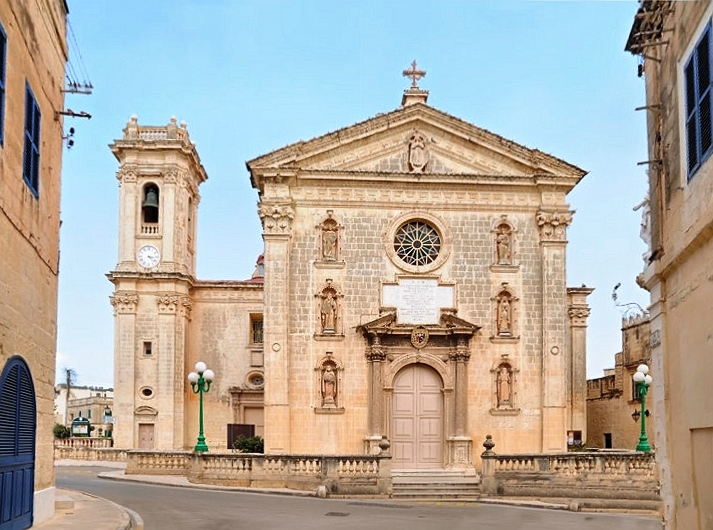
Pfarrkirche Attard
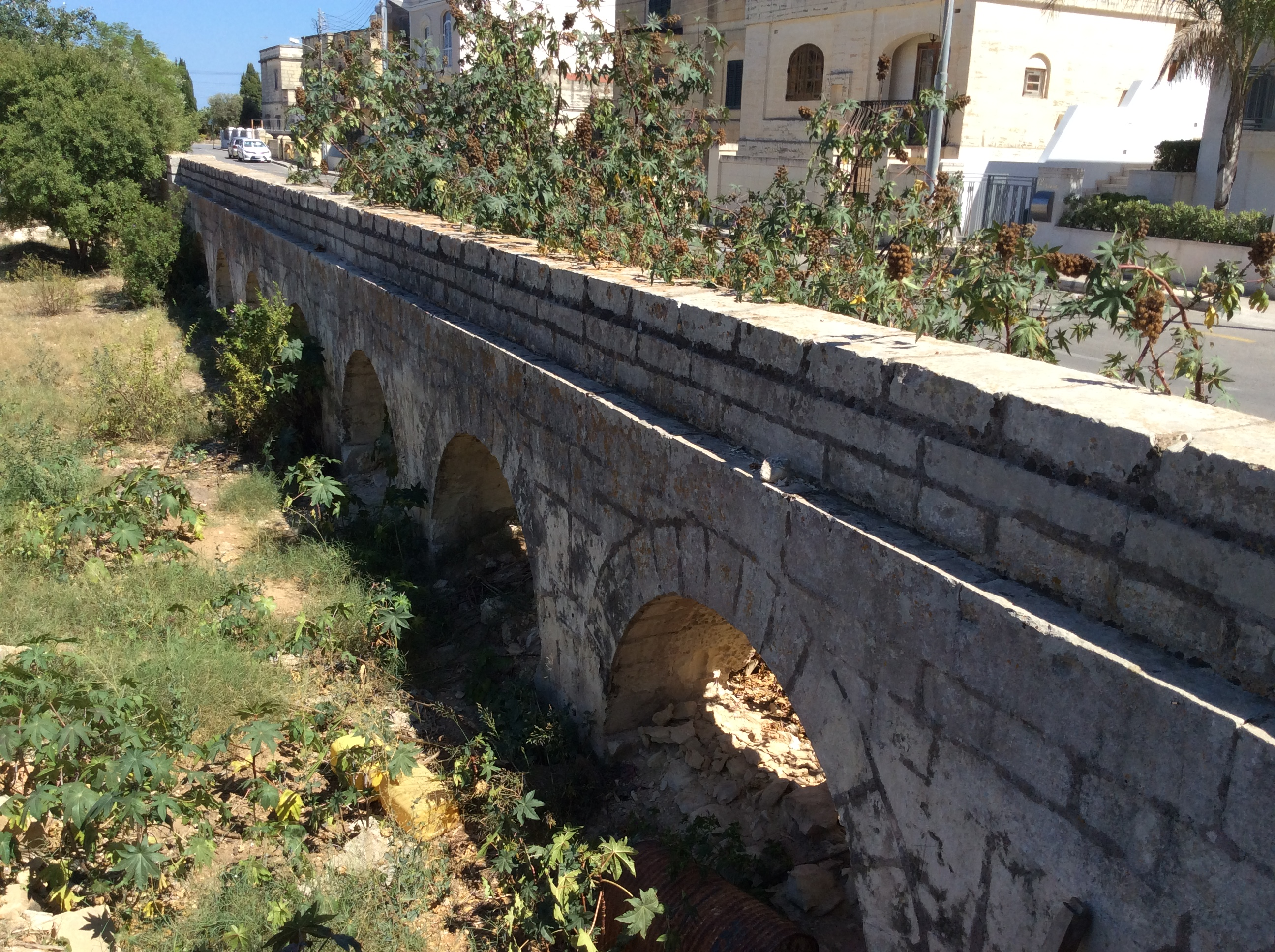
Aquädukt in Attard
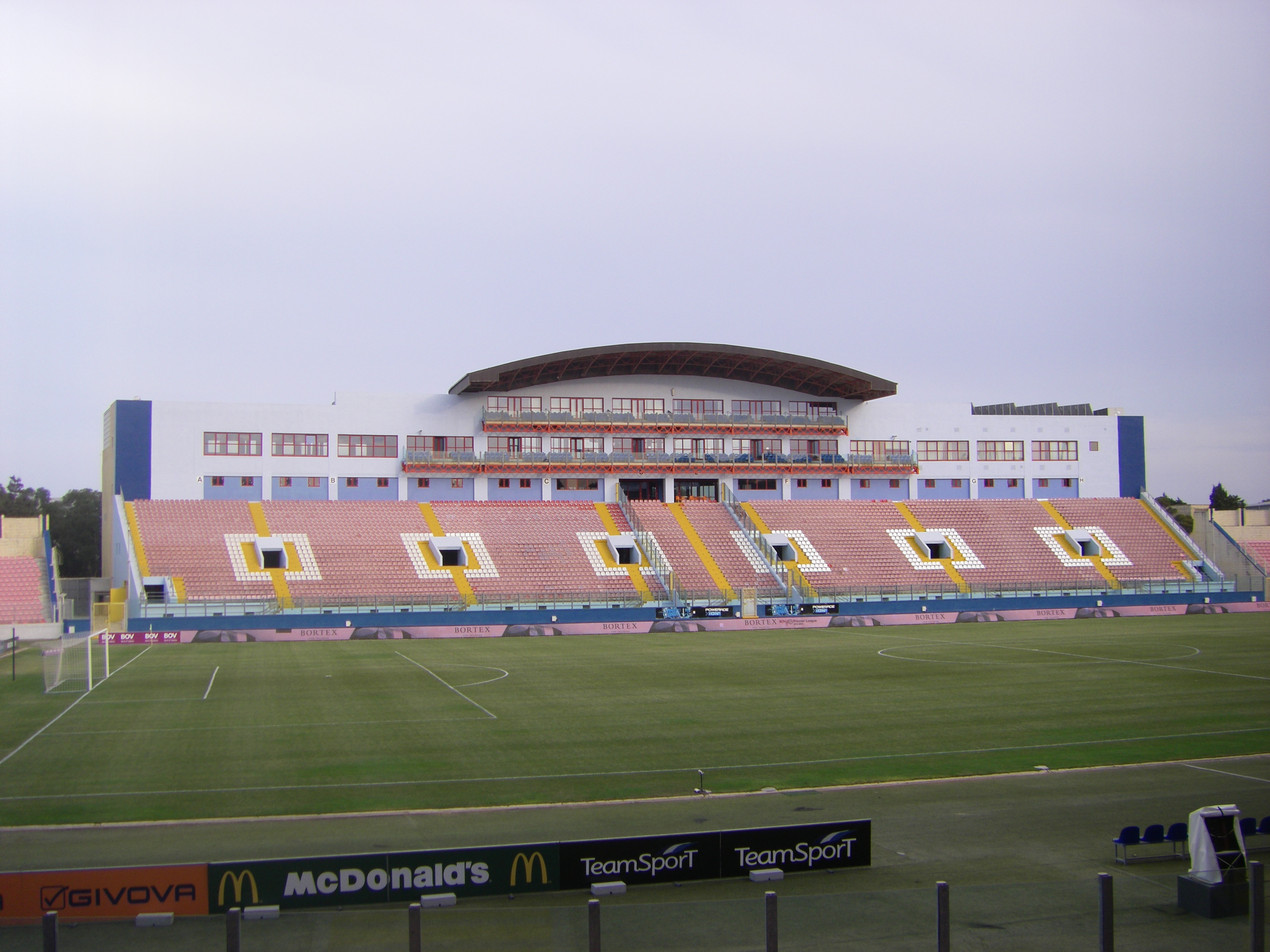
Ta' Qali Stadion

## Sport
In Attard liegt das Ta’ Qali-Stadion, das als maltesisches Nationalstadion dient.

## Söhne und Töchter
- Chris Fearne (* 1964), Politiker (PL)
- Joseph Cuschieri (* 1968), Politiker (PL)
- Simon Busuttil (* 1969), Politiker (PN)
- Therese Comodini Cachia (* 1973), Politikerin (PN)
- Joseph Calleja (* 1978), Opernsänger (Tenor)